# Raphaël Aubert

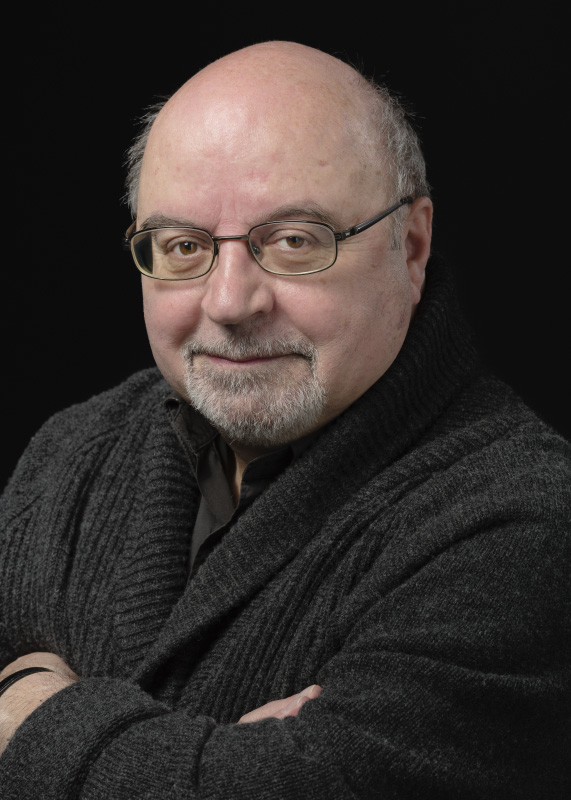
Raphaël Aubert

Raphaël Aubert (Losanna, 16 agosto 1953) è uno scrittore e giornalista svizzero.

## Biografia
Nato in una famiglia di artisti, dopo gli studi di lettere e di teologia all'Università di Losanna e a Parigi, divenne giornalista e viaggiò sia in Europa orientale che in Russia, Medio Oriente e Asia.
Il suo primo libro fu una raccolta di poesie, Proche de l'argile ou la Remontée ("Vicino all'argilla o la Risalita"), pubblicata nel 1975. Da allora ha pubblicato una decina di opere, tra le quali dei racconti e dei romanzi di cui La Battaglia di San Romano che parla di un mistero che ruota attorno al celebre quadro di Paolo Uccello; Aubert, però, è conosciuto soprattutto per i suoi saggi, per esempio su André Malraux e il primo libro in francese su Salman Rushdie.
Attualmente Aubert vive a Losanna e nel sud della Francia, collabora a diverse riviste letterarie svizzere et francese (art press, Le Passe Muraille). Corrispondendo svizzero del Cerchio Ricerca e Notizia André Malraux, collabora alla redazione del Dizionario Malraux (a sembrare in 2011 alle Edizioni del CNRS a Parigi).

## Opere
- La Terrasse des éléphants, romanzo (Vevey, Éditions de l'Aire, 2009).
- Le Paradoxe Balthus, saggio (Parigi, La Différence, 2005).
- Malraux ou la Lutte avec l'ange. Art, histoire et religion, saggio (Ginevra, Labor et Fides, 2001).
- La Bataille de San Romano, romanzo (Vevey, Éditions de l'Aire, 1993, ristampa 2006).
- La Tentation de l'Est. Religion, pouvoir et nationalismes, saggio (Ginevra, Labor et Fides, 1991).
- L'Affaire Rushdie. Islam, identité et monde moderne, saggio (Parigi, Le Cerf, 1990).